# Platja de Conejera
La Platja de Conejera, coneguda també com a Cala Conejera, se situa en la parròquia de Selorio, en el concejo de Villaviciosa, Astúries. Forma part de la Costa oriental d'Astúries.

## Descripció
Es tracta realment d'un pedregal, al que es pot accedir des de Selorio, i fent a peu l'últim tram que a més no està senyalitzat.
Presenta forma de petxina i té poca assistència, ja que la seva ubicació, envoltada d'alts penya-segats, la converteixen en una zona d'ombries, poc atraient al bany. Malgrat això és molt idònia per a la pesca, tant la recreativa com la submarina.